# Abdominalna kirurgija
Abdominalna kirurgija se bavi bolestima trbušne šupljine i trbušne stijenke u slučajevima kada je potrebno kirurško liječenje.
Može se podijeliti na više oblasti:
- Kirurgija trbušne stijenke se odnosi uglavnom na liječenje različitih vrsta kila.
- Hepatobilijarna kirurgija se odnosi na kirurgiju jetre, žučnih vodova i gušterače
- Kirurgija debelog crijeva i analne (proktologija)

Abdominalnom kirurgijom se bave opći kirurzi i subspecijalisti abdominalne kirurgije.

## Definicija
Bilo koja operacija s incizijom abdomena se može svrstati u ovu kategoriju. Najpoznatije operacije iz ove kategorije su apendektomija, kolecistektomija, gastrektomija, herniorafija i laparatomija. Laparoskopija je metoda koja koristi specijalni teleskop i insuflator ugljikovog dioksida kako bi se kreirao virtualni prostor u kojem se mogu raditi neke od nabrojanih operacija. 

## Priprema za abdominalne operacije
Za vrijeme preoperativne pripreme učine se laboratorijski testovi, snimak pluća i testovi za ispitivanje srčane funkcije uz savjetovanje internista i anesteziologa. Uklanjanje dlaka se vrši posebnim strojevima za skidanje dlaka neposredno prije operacije jer brijanje je povezano s većom incidencijom infekcija zbog oštećenja kože. Koža se opere dezinfekcijskim sredstvima od bradavica do pubične regije. Šest sati prije operacije se ne uzima hrana i tekućine. 

## Postoperativno praćenje pacijenata
Nakon operacije medicinske sestre provjeravaju sadržaje drenova, je li pacijent zadovoljavajuće diše i bilježe unos tekućina, količinu izlučene mokraće i drugih tekućina. Pacijentu se savjetuje duboko udisanje svaki sat, provjerava se prohodnost dišnih puteva, krvarenja rana i slično. Prate se vitalni parametetri pacijenta. Pacijenti ovisno o operativnom zahvatu ne uzimaju hranu na usta u periodu od nekoliko sati do nekoliko dana i u tom periodu primaju infuzijske otopine.   